# ناصر صالح
ناصر صالح (انگلیسی: Nasser Saleh؛ زادهٔ ۱۹ دسامبر ۱۹۹۲) بازیگر اهل اسپانیا است.
از فیلم‌ها یا برنامه‌های تلویزیونی که وی در آن نقش داشته است، می‌توان به کنش، ذیبا و فیزیک یا شیمی اشاره کرد.